# 僕の天使
『僕の天使』（ぼくのてんし）は、C&Kの4枚目のシングル。発売元はユニバーサルミュージック。

## 解説
- 前作『ぼくのとなりにいてくれませんか?』から約5ヶ月振りのシングル。
- 「僕の天使」のPVには、子役の熊田聖亜が出演している。また熊田はジャケットにも起用されている。

## 収録曲
1. 僕の天使(動画)
2. サンサン☆ブギー
3. EVERYBODY (funcastar☆remix)
インディーズ1stミニアルバム『CK island』収録曲のリミックス。
4. 僕の天使 (Instrumental)